# I. e. 227
Évszázadok: i. e. 4. század – i. e. 3. század – i. e. 2. század
Évtizedek: i. e. 270-es évek – i. e. 260-as évek – i. e. 250-es évek – i. e. 240-es évek – i. e. 230-as évek – i. e. 220-as évek – i. e. 210-es évek – i. e. 200-as évek – i. e. 190-es évek – i. e. 180-as évek – i. e. 170-es évek
Évek: i. e. 232 – i. e. 231 – i. e. 230 – i. e. 229 –  i. e. 228 – i. e. 227 – i. e. 226 – i. e. 225 – i. e. 224 – i. e. 223 – i. e. 222

## Események

### Hellenisztikus birodalmak
- Makedónia régense, Antigonosz feleségül veszi a korábbi király (nagybátyja) özvegyét és királlyá kiáltja ki magát, letaszítva a trónról a kiskorú V. Philipposzt.
- III. Kleomenész spártai király széleskörű reformokat vezet be: eltörli az adósságokat, földet oszt négyezer polgárnak és visszaállítja az ifjúság katonai nevelését. Az ephoroszok (öttagú testület, amelynek az állam jogrendjére való felügyelet a dolga) tisztségét megszünteti, az ötből négy ephoroszt kivégeznek. A geruszia (vének tanácsa) jogkörét megkurtítják és létrehozzák a patronomoi (hatfős vének tanácsa) intézményét. Kleomenész elsősorban a monarchia és az arisztokrácia megerősítése a helóták és a szabad, de polgárjoggal nem rendelkező perioikoi rovására. Reformjai ellenzői közül nyolcvanat száműz és a meggyilkolt V. Arkhidamosz helyére társuralkodóvá teszi fivérét, Eukleidaszt.
- A kleomenészi háborúban Kleomenész csatában legyőzi az Akháj Szövetséget a Lükaion-hegynél és Ladokeiánál.
- A Szeleukida Birodalomban Antiokhosz Hierax lázadásokat próbál szítani Szíriában bátyja, II. Szeleukosz ellen. Elfogják és Trákiába száműzik, ahol gyakorlatilag fogságban tartják.

### Róma
- Publius Valerius Flaccust és Marcus Atilius Regulust választják consulnak.
- Szardíniát és Korzikát egy provinciában egyesítik. Két új praetort jelölnek ki (ezzel számuk négyre emelkedik), amelyek itt és Szicíliában teljesítenek szolgálatot.
- Caius Flaminius lesz Szicília első római helytartója.

### Kína
- Jan állam trónörököse megpróbálja meggyilkoltatni az agresszívan terjeszkedő Csin állam királyát, Csenget (a leendő első császárt). Az orgyilkosnak, Csing Konak sikerül az uralkodó közelébe férkőznie, de rövid dulakodás után a király leszúrja.

## Halálozások
- Csing Ko, kínai nemes, orgyilkos

## Fordítás
- Ez a szócikk részben vagy egészben  a(z)   227 BC című angol Wikipédia-szócikk ezen változatának fordításán alapul.  Az eredeti cikk szerkesztőit annak laptörténete sorolja fel. Ez a jelzés csupán a megfogalmazás eredetét és a szerzői jogokat jelzi, nem szolgál a cikkben szereplő információk forrásmegjelöléseként.